# Governatorato del Rif di Damasco
Il governatorato del Rif di Damasco è uno dei quattordici governatorati della Siria. Il territorio del Governatorato circonda completamente la città di Damasco, la quale costituisce un governatorato a sé, ma è anche al tempo stesso il capoluogo del governatorato.

## Distretti

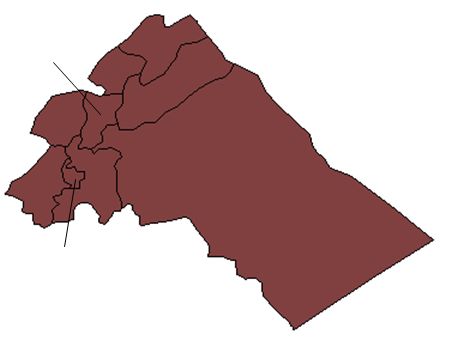
Mappa dei distretti fino a febbraio 2009

Il governatorato è diviso in dieci distretti  (manātiq, singolare: minṭaqa), ulteriormente divisi in 37 sotto-distretti (nawāḥ, singolare: nāḥiya).
| Distretti            | Popolazione (Censimento 2004) |
| -------------------- | ----------------------------- |
| Markaz Rif Dimashq   | 837.804                       |
| Douma                | 433.719                       |
| Al-Qutayfah          | 119.283                       |
| Al-Tall              | 115.937                       |
| Yabroud              | 48.370                        |
| An-Nabek             | 80.001                        |
| Al-Zabadani          | 63.780                        |
| Qatana               | 207.245                       |
| Darayya              | 260.961                       |
| Qudsaya              | 105.974                       |
| Totale Governatorato | 2.273.074                     |